# Clarion County
Clarion County ist ein County im US-Bundesstaat Pennsylvania der Vereinigten Staaten. Bei der Volkszählung im Jahr 2020 hatte das County 37.241 Einwohner und eine Bevölkerungsdichte von 24 Einwohner pro Quadratkilometer. Der Verwaltungssitz (County Seat) ist Clarion.

## Geographie
Das County hat eine Fläche von 1557 Quadratkilometern, wovon 23 Quadratkilometer Wasserfläche sind.

## Geschichte
Das County wurde am 11. März 1839 aus Teilen des Venango County sowie Armstrong County gebildet und ist nach dem Clarion River benannt.
Vier Bauwerke und Stätten des Countys sind im National Register of Historic Places (NRHP) eingetragen (Stand 22. Juli 2018).

## Orte im Clarion County

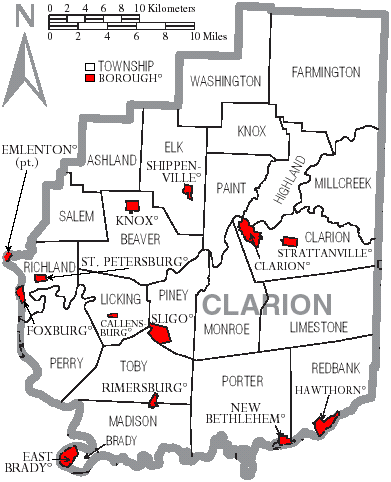
Karte des Clarion Countys

Das Clarion County ist unterteilt in 35 Gemeinden, davon 13 Boroughs und 22 Townships. Zu Statistikzwecken führt das U.S. Census Bureau fünf Census-designated places. Diese sind Teil eines Townships und haben keine Selbstverwaltung.
Boroughs
| - Callensburg - Clarion - East Brady - Emlenton1 - Foxburg - Hawthorn - Knox | - New Bethlehem - Rimersburg - Shippenville - Sligo - St. Petersburg - Strattanville |

Townships
| - Ashland Township - Beaver Township - Brady Township - Clarion Township - Elk Township - Farmington Township - Highland Township - Knox Township | - Licking Township - Limestone Township - Madison Township - Millcreek Township - Monroe Township - Paint Township - Perry Township | - Piney Township - Porter Township - Redbank Township - Richland Township - Salem Township - Toby Township - Washington Township |

Census-designated places (CDP)
| - Crown - Leeper - Marianne | - Tylersburg - Vowinckel |

1größtenteils im Venango County